# Sergio Pastore
Sergio Pastore (* 25. November 1932 in Cosenza; † 24. September 1987 in Rom) war ein italienischer Filmregisseur, Drehbuchautor und Filmproduzent.
Pastore kam aus seiner Geburtsstadt in jungen Jahren nach Neapel, wo er später Rechtswissenschaften studierte, aber sich bald dem Journalismus zuwandte. Er arbeitete u. a. für Paese Sera und mit zahlreichen bedeutenden Personen Interviews führte. Nach seinem Umzug nach Rom widmete er sich dem Filmjournalismus. Pastore gründete Mitte der 1960er Jahre die Produktionsgesellschaft „Mezzogiorno Nuovo d'Italia“, mit der er bis zu seinem Tode rund fünfzehn Filme produzierte, die er selbst schrieb und inszenierte und in denen seine zweite Frau Giovanna Lenzi oftmals die Hauptrolle spielte. Die Filme waren von handwerklich durchschnittlicher Machart und kamen bestenfalls in den regionalen Verleih; dabei bediente Pastore die jeweils angesagten Genres.
In erster Ehe war Pastore mit Tänzerin Aïché Nana verheiratet gewesen.

## Filmografie
- 1967: Omicidio a sangue freddo (unveröffentlicht)
- 1968: Crisantemi per un branco di carogne
- 1968: La verità difficile
- 1969: Il diario proibito di Fanny
- 1969: Una ragazza di Praga
- 1972: Sette scialli di seta gialla
- 1975: Occhio alla vedova!
- 1982: Apocalisse di un terremoto
- 1982: Pin il monello
- 1984: La donna del mare
- 1985: I mercenari raccontano
- 1987: Amore inquieto di Maria
- 1987: Delitti